# 123-as busz (Pécs)
A pécsi 123-as jelzésű autóbusz a Rózsadombi lakótelep és Deindol között nyújtott közvetlen kapcsolatot a Belváros érintésével. A munkanapokon induló járat 40 perc alatt tette meg a 14,7 km-es távot.
A fonódó hálózat II. ütemének bevezetése előtt munkanapokon reggel indult két járat, hogy a deindoliak átszállás nélkül jussanak el munkahelyeikre, iskolájukba. A járat 21 perc alatt ért a Zsolnay-szoborhoz. A járatok a Zsolnay-szobor után a 4-es útvonalán, 4-es jelzéssel tértek vissza Uránvárosba.

## Története
2002. március 18-án indult az első 123-as járat. 2010. szeptember 1-jétől megáll a Gyümölcs utca megállónál is. 2014. február 1-jétől a Fagyöngy utca és Deindol között közlekedik.
A vonalhálózat egyszerűsítése miatt 2019. augusztus 31-étől nem közlekedik.

## Útvonala
| Fagyöngy utca → Árkád → Uránváros → Deindol |
| --- |
| Fagyöngy utca – Illyés Gyula utca – Malomvölgyi út – Nagy Imre út – Aidinger János út – Málomi út – Táncsics Mihály utca – Siklósi út – Árpád híd – Alsómalom utca – Alsómalom utca – Rákóczi út – Szabadság utca – József Attila utca – Athinay utca – Nendtvich Andor út – Ybl Miklós utca – Esztergár Lajos utca – Makay István út – Ürögi fasor – Páfrány utca – Magyarürögi út – Fábián Béla utca – Deindol |

## Megállóhelyei
| 123 (Fagyöngy utca → Kertváros → Árkád → Uránváros → Deindol) |                                 | |
| Perc (↓)                                                      | Megállóhelyek                   | Átszállási kapcsolatok a járat megszűnésekor |
| 0                                                             | Fagyöngy utca induló végállomás | |
| 1                                                             | Csipke utca                     | 1, 8, 23, 23Y, 24, 33, 62, 73, 73Y, 109E, 122, 124, 142 |
| 2                                                             | Málom-hegyi út                  | 1, 8, 23, 23Y, 24, 33, 62, 73, 73Y, 109E, 122, 124, 142 |
| 3                                                             | Gadó utca                       | 1, 8, 23, 23Y, 24, 33, 62, 73, 73Y, 109E, 122, 124, 142 |
| 4                                                             | Tildy Zoltán utca               | 1, 8, 23, 23Y, 24, 33, 62, 73, 73Y, 109E, 122, 124, 142 |
| 5                                                             | Csontváry utca                  | 1, 3, 3E, 6, 6E, 7, 7Y, 23, 23Y, 24, 55, 60, 60A, 60Y, 61, 62, 73, 73Y, 103, 107E, 109E, 121, 122, 124, 130, 130A, 142 |
| 6                                                             | Sztárai Mihály út               | 1, 7, 7Y, 22, 23, 23Y, 24, 55, 60, 60A, 60Y, 73, 73Y, 107E, 109E, 122, 124, 142 |
| 7                                                             | Aidinger János út               | 1, 7, 7Y, 22, 23, 23Y, 24, 55, 60, 60A, 60Y, 73, 73Y, 107E, 109E, 122, 124, 142 |
| 8                                                             | Enyezd utca                     | 22, 23, 23Y, 24, 33, 60, 60A, 60Y, 122, 124 |
| 9                                                             | Árnyas út                       | 3, 3E, 22, 23, 23Y, 24, 33, 60, 60A, 60Y, 103, 122, 124 |
| 10                                                            | Szövetség utca                  | 3, 3E, 33, 60, 60A, 60Y, 103, 122, 124 |
| 12                                                            | Bőrgyár                         | 3, 6, 7, 7Y, 8, 22, 23, 23Y, 24, 33, 41, 41Y, 42, 42Y, 43, 60, 60A, 60Y, 73, 73Y, 103, 122, 124, 130, 130A · Helyközi buszok |
| 13                                                            | Autóbusz-állomás                | 3, 3E, 6, 6E, 7, 7Y, 8, 20, 21, 21A, 22, 23, 23Y, 24, 41, 41E, 41Y, 42, 42Y, 43, 60, 60A, 60Y, 73, 73Y, 103, 107E, 109E, 121, 122, 124, 130, 130A · Helyközi buszok · Távolsági járatok                                                                   |
| 16                                                            | Árkád                           | 2, 2A, 2E, 3, 3E, 4, 4Y, 6, 6E, 7, 7Y, 8, 13, 13E, 13Y, 14, 14Y, 15, 15A, 22, 23, 23Y, 24, 25, 26, 26Y, 27, 27Y, 28, 28A, 29, 29Y, 30, 33, 38, 38Y, 39, 40, 60, 60Y, 73, 73Y, 102, 102Y, 103, 104, 104A, 104E, 104Y, 107E, 109E, 122, 124, 130, 130A, 140 |
| 18                                                            | Zsolnay-szobor                  | 2, 2A, 2E, 3, 3E, 6, 6E, 7, 7Y, 8, 13Y, 14, 14Y, 22, 23, 23Y, 24, 25, 26, 26Y, 27, 27Y, 28, 28A, 29, 29Y, 30, 31, 32, 32Y, 34, 34Y, 35, 35Y, 36, 37, 38, 38Y, 39, 40, 44, 46, 47, 73, 73Y, 102, 102Y, 103, 107E, 109E, 122, 124, 130, 140                 |
| 19                                                            | Szabadság utca                  | 21, 21A, 22, 23, 23Y, 24, 121, 122, 124 |
| 20                                                            | Megyeri tér                     | 21, 21A, 22, 23, 23Y, 24, 121, 122, 124 |
| 22                                                            | Nendtvich Andor út              | 22, 23, 23Y, 24, 107E, 122, 124 |
| 24                                                            | Ybl Miklós utca                 | 22, 23, 23Y, 24, 122, 124 |
| 25                                                            | Mecsek Áruház                   | 1, 2, 2A, 2E, 4, 4Y, 21, 21A, 22, 23, 23Y, 24, 102, 102Y, 104, 104A, 104E, 104Y, 121, 122, 124 · Helyközi buszok |
| 26                                                            | Olympia Üzletház                | 1, 2, 2A, 2E, 4, 4Y, 21, 21A, 22, 23, 23Y, 24, 102, 102Y, 104, 104A, 104E, 104Y, 121, 122, 124 |
| 28                                                            | Uránváros                       | 1, 2, 2A, 2E, 4, 4Y, 21, 21A, 22, 23, 23Y, 24, 25, 25A, 26, 26Y, 27, 27Y, 28, 29, 29Y, 102, 102Y, 104, 104A, 104E, 104Y, 107E, 121, 122, 124 · Helyközi buszok                                                                                            |
| 29                                                            | Pázmány Péter utca              | 22, 23, 23Y, 24, 107E, 122, 124 |
| 30                                                            | Híd                             | 22, 23, 23Y, 24, 107E, 122, 124 |
| 31                                                            | Ürög alsó                       | 22, 23, 23Y, 24, 107E, 122, 124 · Helyközi buszok |
| 32                                                            | Fülemüle utca                   | 22, 24, 107E, 124 |
| 34                                                            | Égervölgy                       | 22, 24, 107E, 124 |
| 35                                                            | Ürög felső                      | 22, 23, 23Y, 24, 107E, 122, 124 · Helyközi buszok |
| 36                                                            | Istenkút                        | 22, 23, 23Y, 107E, 122 |
| 38                                                            | Deindol érkező végállomás       | 23, 23Y, 107E |